# Polyommatus vacua
Polyommatus vacua är en fjärilsart som beskrevs av Gillmer 1910. Polyommatus vacua ingår i släktet Polyommatus och familjen juvelvingar. Inga underarter finns listade i Catalogue of Life.